# 艮岳

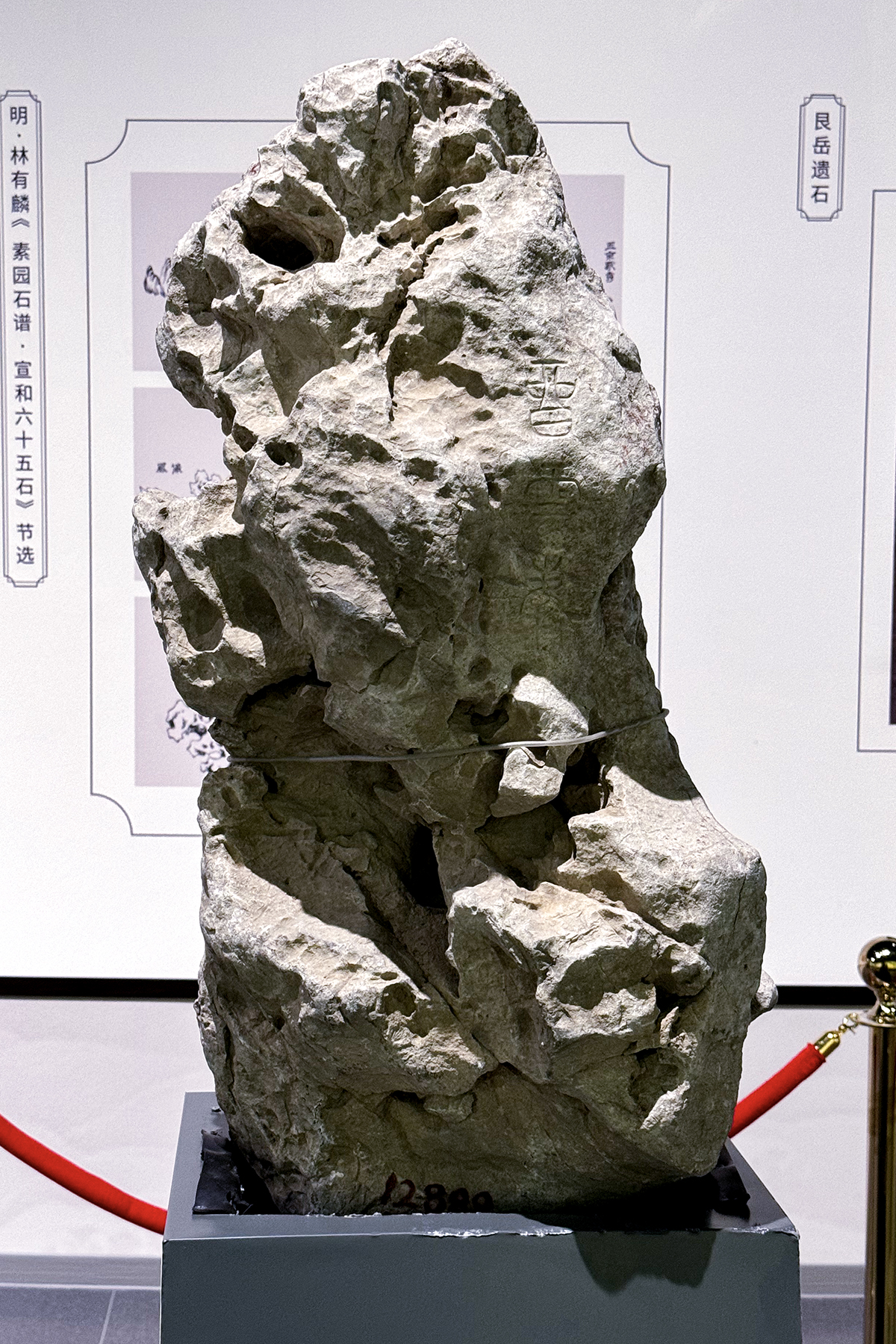
艮岳遗石

艮岳，初名万岁山，后名艮岳、寿岳，或连称寿山艮岳，因园林正门为华阳门亦名华阳宫，是北宋时期一座位于京城汴梁（今河南省开封市）里城（汴京城有三围，从内到外依次是宫城、里城、罗城）东北部的大型人工山水皇家园林。宋徽宗赵佶的《御制艮岳记》载：“艮为地处宫城东北隅之意。”
艮岳修建之时，正值金兵北伺、内变频仍、内外交困之际，这项浩大的工程也加速了北宋的灭亡。1127年金兵进攻汴京，艮岳被毁。

## 历史

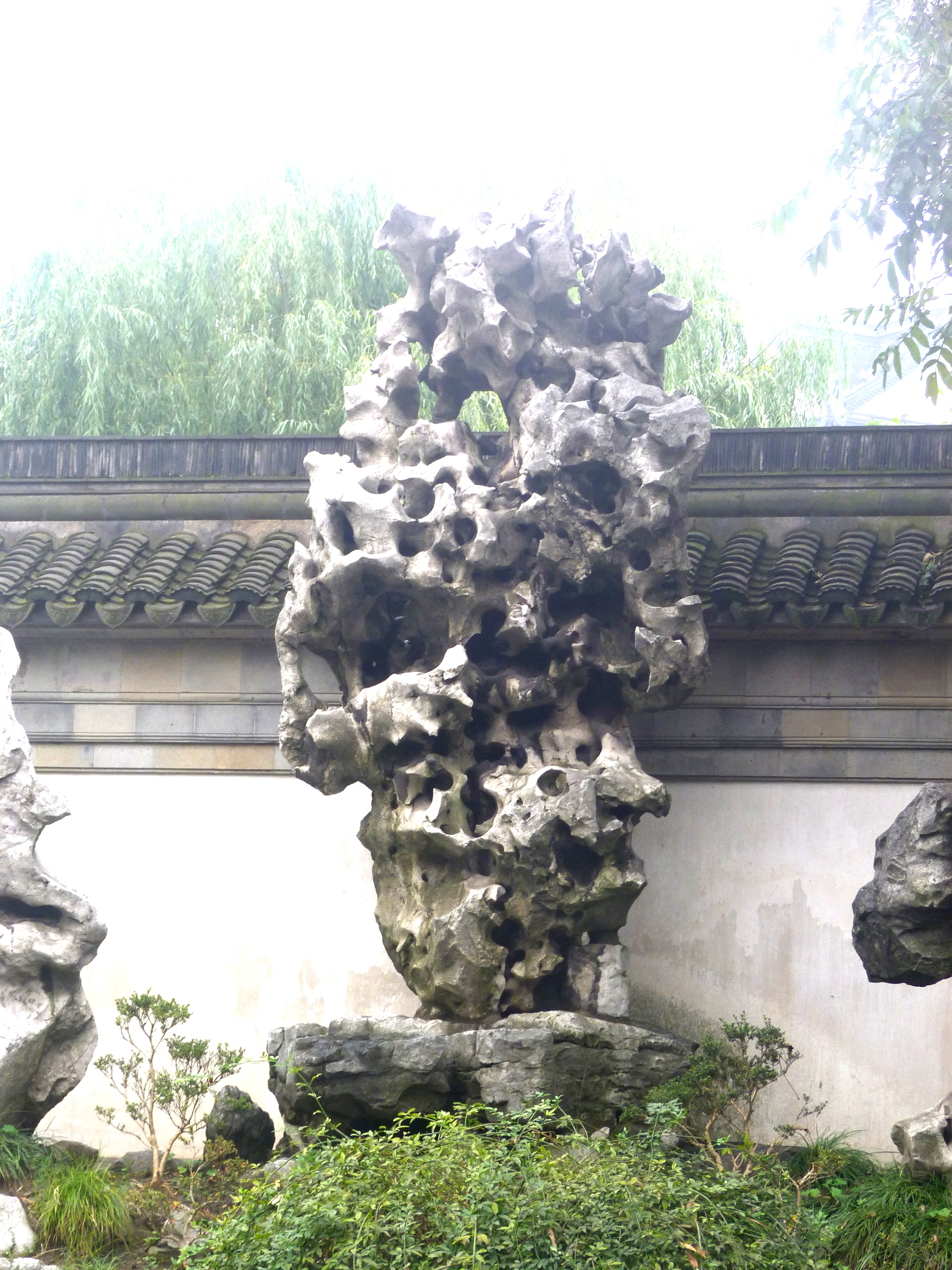
上海豫园宋徽宗花石纲遗物玉玲珑

由于汴梁地处中原平地，缺少山林泉壑，道士刘混康向宋徽宗表示，东京地势平缓，皇室的东北方形势稍下，阴气极盛，影响皇室的繁衍，解决的办法就是修建“艮岳”来抬高地势，宋徽宗对道士的提议表示肯定。为迎合徽宗，宰相蔡京设专门的机构建艮岳，宦官梁师成和大臣朱勔是主要参与人。整个工程于宋徽宗政和七年（1117年）十二月开工，朱勔是为整个园林采办“花石纲”的主持者，石料以太湖石、灵壁石为主，当时在苏州设置了以他为首的应奉局。历时六年，最终在宣和四年（1122年）落成。又5年之后，金人围攻汴梁，钦宗下令取万岁山禽鸟十万，尽投入汴河。为据守京师，市民拥入此山中，“拆屋为薪，凿石为池，伐竹为笆篱。大鹿数千头，悉杀之噉卫士”。金人占领汴京城之后，命取艮岳之土为北面城垣，改景龙江为城濠，池沼被平，遗址无存。遗石多数被毁，一部分运往北京。现今北京的故宫、中南海、北海公园、中山公园都有艮岳遗石。

## 概貌
园林周长约6里，面积约为750亩，内建有一座三峰的寿山，两侧的山峰是宾位，中部的主峰高达150米，有山涧濯龙峡与次峰万松岭相隔，是一个宾主分明、有远近呼应的山系。寿山东南部是蔓延一里的芙蓉城，西南部是池沼区。池水经回溪分成两支，一支流入山涧，注入大方沼、雁池；另一支绕过万松岭注入凤池。整个园林的建筑达四十余处，既有宫廷建筑风格的轩、馆、楼、台，又有乡野风格的茅舍村屋，建筑造型各异。此外，艮岳西部还有两处园中园，名药寮和西庄，模仿农家景色。
在山水之间，还点缀着从全国各地采集的名贵花木，形成以观赏植物为主的景点，如梅岭、杏岫、丁嶂、椒崖、龙柏坡、斑竹麓，林间还放养着数各种的奇禽异兽。艮岳叠山构思巧妙，寿山嵯峨，两峰并峙，列嶂如屏幕；山中景物石径、蹬道、栈阁、洞穴层出不穷；全园水系完整，河湖溪涧融汇其中，山环水抱，风格自然。

## 軼事
艮岳上有許多珍奇異石，異石旁有兩株檜樹，深得宋徽宗喜愛，並親自為檜樹御書五言詩，云：“拔萃琪樹林，雙檜植靈囿。上梢蟠木枝，下拂龍髯茂。撐拿天半分，連卷虹南負。為棟復為梁。夾輔我皇構。”後徽宗第九子康王趙構南渡登極稱帝，任秦檜為相，正好與詩句上所言不謀而合。